# Jo Vrancken
Jo Vrancken (Linne, 20 november 1948) is een Nederlands voormalig wielrenner. 
Vrancken won voor hij in 1973 prof werd als amateur verschillende koersen waaronder twee keer de Ster van Zwolle een etappe in de Milk Race en een etappe in Olympia's Tour. In 1973 stond hij in Scheveningen aan de start van de Ronde van Frankrijk. Hij werd na de achtste etappe uit de Tour gezet omdat hij zich door een auto de Col du Galibier op had laten slepen.

## Palmares
1969
Ster van Zwolle
12e etappe Milk Race
1970
Ster van Zwolle
1972
3e etappe Olympia's Tour
2e, 5e en 10e etappe Ronde van Ierland
Punten- en Bergklassement Ronde van Ierland
1974
Linne

## Resultaten in voornaamste wedstrijden
| Jaar | Ronde van Italië | Ronde van Frankrijk | Ronde van Spanje |
| ---- | ---------------- | ------------------- | ---------------- |
| 1973 |                  | uitgesloten         |                  |
| 1974 |                  |                     |                  |

| Jaar | Amstel Gold Race | Luik-Bast.‑Luik |
| ---- | ---------------- | --------------- |
| 1973 |                  |                 |
| 1974 | 16e              | 30e             |

Wielerploegen van Jo Vrancken
Alban ·
Aling ·
Aubey ·
Bal ·
Bertin ·
Genet ·
Hézard ·
Hoban ·
van Katwijk (tot 30/03) ·
Knetemann ·
Misac ·
Mourioux ·
Perin · 
Poulidor ·
Raymond ·
Richard ·
Roques ·
Seznec ·
Talbourdet ·
Vallet ·
Vianen ·
Vrancken ·
Zoetemelk